# Flint
 Denne artikel omhandler Flint i betydningen stenarten flint. Opslagsordet har også en anden betydning, se Flint (flertydig).
Ildsten også kendt som flint, flintsten eller flintesten, er en hård sten som hovedsageligt består af kvarts med et glasagtigt udseende. De har mange gange kalk på ydersiden, i huller og flintesten findes normalt sammen med kridt og/eller gips. De hvide pletter på flints yderside kan også være opal, der ikke som kalk bruser op hvis man drypper syre på.
Flintesten findes hovedsageligt i lag fra juratiden og i øvre kridt i op til 10 cm uregelmæssige formede knolde. Flintesten består hovedsageligt af kryptokrystaller (kornstørrelser mindre end 1 mikrometer) Chalcedon (siliciumdioxid). Flint er derfor et amorft stof og udviser ingen brudlinjer eller symmetrier, som krystallinske stoffer gør.
Indeslutninger af vand og luft, med størrelser på mindre end hvad et mikroskop kan forstørre, giver nogle flintesten en lys farve og kulstof farver den sort. Krystallografisk er der udover Chalcedon forskellige SiO2-modifikationer som f.eks.: kvarts, jaspis opal, agat.

## Dannelse
Flintestens dannelse er ikke fuldstændig afklaret. Formodenligt sørger kiselsyreholdige opløsninger ved diagenese for en fortrængelse af karbonater. Skaller og kisel fra havsvampe og kiselalger i flintesten dokumenterer den organiske oprindelse.
Herefter fulgte kiselsyredehydrering indefra og ud, hvilket giver flintesten sin løglignende struktur.

## Europæisk udbredelse
Flintestensforekomster findes i talrige jura- og kridttidsaflejringer overalt i Europa.

## Anvendelse
dag spiller flintesten en mindre rolle som råstof. I nogle typer af asfaltbelægning på veje, anvendes flintesten til iblanding for at forbedre asfaltens reflekterende virkning. Fint malet flintesten anvendes som slibemiddel. Tilnærmelsesvist kugleformede flntesten anvendes i kuglemøller til formaling af mineraler til porcelænsfremstilling.
Fra det 16. århundrede til det 19. århundrede tjente ildsten (flintesten) i fyrtøj. Ildstenen slog mod et slagjern der herved gav en lille byge af gnister som tændte et let brændbart pulver.

### Stenalderanvendelse
Fyrtøj fra stenalderen bestod af en ildsten, tønder (let antændeligt materiale) og pyrit (giver glødende gnister [?]) (se også Ötzi – 5.000 år gammel stenalderjæger, også kendt under navnet Ismanden Ötzi).
Fra jernalderen langt op i tiden brugte man et ildstål til at slå imod en flintesten, for at trække gnister ned i trøsket træ eller et stykke Tøndersvamp, som var præpareret med urin (→ salpeter) for at øge antændeligheden.
Princippet med ildstål + flint blev brugt som tændanordning i de såkaldte "flintelåsbøsser" gennem mange generationer, og i princippet er det den samme mekanisme, som man bruger, når man drejer på lighterens tændhjul.
Ildstensknolde med et naturligt hul (aftryk af en koralarm eller slebet af sand og grus) blev også anvendt som talisman.

#### Redskaber
Man har brugt flint til redskaber i alle de dele af verden, også i områder hvor der ikke var flint, da man har handlet med det. Således har man eksporteret flint fra miner i Nordjylland til Nordnorge.
Langt senere, nemlig da man ikke længere brugte flint til værktøj, blev jordfundne flinteøkser omfattet med ærefrygt og forstået som "tordenkiler". Det forklarer associationen mellem torden og Thors "hammer".